# Anna Pettersson (porslinsmålare)
Anna Eugenia Mathilda Pettersson, född 28 mars 1864 i Visby, död 2 februari 1948 i Stockholm, var en svensk målare och porslinsmålare.
Hon var dotter till orgelbyggaren Nils Pettersson och Anna Helena Hägg. Pettersson studerade porslinsmålning för Eugène Bonnerue vid Rörstrands Porslinsfabrik och var därefter verksam vid Rörstrands målarateljé fram till 1912. Vid World's Columbian Exposition i Chicago 1893 tilldelades hon ett diplom för sina målningar. Hon startade en skola för porslins- och sidenmålning i Stockholm 1912 och ställde därefter ut med egna och elevernas arbeten. Pettersson finns representerad vid Nationalmuseum i Stockholm.